# Capniomyces celatus
Capniomyces celatus är en svampart som beskrevs av L.G. Valle 2007. Capniomyces celatus ingår i släktet Capniomyces och familjen Legeriomycetaceae.   Inga underarter finns listade i Catalogue of Life.